# Enkelvoudige ring
In de ringtheorie, een deelgebied van de abstracte algebra, is een enkelvoudige ring een ring met meer dan een element, die geen ideaal heeft behalve het nulideaal en zichzelf. Een enkelvoudige ring kan altijd als een enkelvoudige algebra worden beschouwd.
Volgens de stelling van Artin-Wedderburn is elke enkelvoudige ring, die links of rechts Artiniaans is, een matrixring over een lichaam B/delingsring NL. In het bijzonder zijn de enige enkelvoudige ringen, die een eindig-dimensionale vectorruimte over de reële getallen zijn, ringen van matrices over ofwel de reële getallen, de complexe getallen, of de quaternionen zijn. 
Elk quotiënt van een ring door een maximaal ideaal is een enkelvoudige ring. In het bijzonder is een veld B/lichaam NL een enkelvoudige ring. Een ring {\displaystyle R} is dan en slechts dan enkelvoudig als haar tegenovergestelde ring {\displaystyle R^{op}} enkelvoudig is. 
Een voorbeeld van een enkelvoudige ring, die geen matrixring over een deelring is, is de Weyl-algebra.
Enkelvoudige ringen zijn in de wiskunde een voorbeeld van een enkelvoudige structuur. 